# MT Framework
MT Framework（MT フレームワーク、エムティー フレームワーク）は、株式会社カプコンが自社のゲーム開発用に作成し使用しているクロスプラットフォーム開発環境およびゲームエンジンの総称。
Xbox 360、PlayStation 3、Windows PCの開発に対応しており、他のバリエーションとして、WiiとPlayStation 3に対応した「MT Framework Lite」、ニンテンドー3DSとPlayStation Vita用の「MT Framework Mobile」が存在する。
MT FrameworkのMTには、"Multi-Thread"（マルチスレッド）、"Meta Tools"（メタツール）、"Multi Target"（マルチターゲット）という意味が込められており、MT Frameworkが単純なゲームエンジンだけではなく、開発から実行までトータルサポートするためのツールであることを示している。

## 特徴
開発当初からマルチスレッド動作においてパフォーマンスを発揮するように設計されており、マルチコアCPUなどコア数が多い環境ほど高パフォーマンスを発揮する。性能面で差異のあるプラットフォーム間での同時開発が可能でありながらも、同一のタイトルでも、上位のプラットフォーム上では、よりパフォーマンスの高い処理を行えるように開発することもできる。例えば、Windows PC版ではコンシューマ機よりもGPU世代が上の表現を取り入れて差別化を図ったり、MT Framework LiteではPlayStation 3版専用の表現を加えることなどが可能である。
NVIDIAの支援により同社製ビデオチップに最適化されている。いくつかのゲーム情報サイトで同エンジン搭載ゲームがPCのベンチマークとして利用されている。
カプコンの竹内潤は、MT Frameworkは各タイトル開発プロジェクトごとにマイナーチェンジで機能向上が行なわれ、バージョン番号はタイトルと1対1となっているとコメントしている。
なお、MT Frameworkにはいくつかの問題点が指摘されており、その根本的な改善をするべく、2017年以降の作品については後継となる「REエンジン」に移行している。

## 作品
（予定作品も含む）
- デッドライジング (MTFW 1.0)
- ロスト プラネット エクストリーム コンディション (MTFW 1.1 & 1.2)
- デビルメイクライ4 (MTFW 1.3)
- ロストプラネット コロニーズ (MTFW 1.1 & 1.2)
- モンスターハンター フロンティア オンライン - ベンチマークのみ
- バイオハザード5 (MTFW 1.4)
- ロスト プラネット 2 (MTFW 2.0)
- 戦国BASARA3 (MTFW Lite)
- MARVEL VS. CAPCOM 3 Fate of Two Worlds (MTFW 2.1)
- SUPER STREET FIGHTER IV 3D Edition (MTFW Mobile)
- バイオハザード ザ・マーセナリーズ 3D (MTFW Mobile)
- バイオハザード リベレーションズ (MTFW Mobile)
- ロックマンDASH3 PROJECT (MTFW Mobile) →開発中止
- モンスターハンター3G/HD Ver. (MTFW Mobile)
- ULTIMATE MARVEL VS. CAPCOM 3 (PS3・Xbox 360版:MTFW 2.x / PS Vita版:MTFW Moblie)
- Dragon's Dogma (MTFW 2.x)
- バイオハザード6 (MTFW 2.x)
- エクストルーパーズ (PS3版:MTFW 2.x / 3DS版:MTFW Moblie)
- 逆転裁判5 (MTFW Mobile)
- モンスターハンター4 (MTFW Mobile)
- モンスターハンター4G (MTFW Mobile)
- 大逆転裁判 -成歩堂龍ノ介の冒險- (MTFW Mobile)
- モンスターハンター：ワールド (MTFWをベースとしたワールドエンジンを使用[3])
- ロックマン11 運命の歯車!! (MTFW)